# Juan Carlos Arana Jiménez
Juan Carlos Arana Jiménez (La Paz, Bolivia; 4 de febrero de 1968) es un periodista y presentador de televisión boliviano.

## Biografía
Juan Carlos Arana Jiménez nació el 4 de febrero de 1968 en la ciudad de La Paz. Comenzó sus estudios escolares en 1974, saliendo bachiller el año 1985 del Colegio San Ignacio de Loyola de su ciudad natal. Continuó con sus estudios superiores ingresando a estudiar la carrera de comunicación social en la Universidad Católica Boliviana San Pablo, graduándose como periodista de profesión el año 1992.
Durante su vida laboral, Juan Carlos trabajó en varias instituciones privadas y públicas como también en diferentes medios de comunicación televisivos, como ser PAT, Bolivisión, así como también en Televisión Boliviana (canal estatal) y en la Cervecería Boliviana Nacional (CBN). Posteriormente se desempeñó como director del programa POSDATA,  emitido en la red televisiva "Cadena A" de la ciudad de La Paz.
Arana condujo la revista informativa mañanera "Levántate Bolivia" junto a los periodistas Priscila Quiroga y Martin Sotomayor. Después de 10 años, Juan Carlos Arana dejó de trabajar en el canal "Cadena A" el 29 de diciembre de 2017.
El 18 de febrero de 2018, Juan Carlos Arana volvió a las pantallas de la televisión boliviana con el programa Posdata por el canal televisivo RTP.
Juan Carlos Arana fue presentado como candidato a la alcaldía de La Paz, por Movimiento por la soberanía (MPS), rumbo a las elecciones subnacionales de Bolivia de 2021. Arana fue proclamado por Lino Villca, líder de MPS.

## Trayectoria

### Televisión
| Programas | Programas         | Programas     | Programas |
| Año       | Título            | Rol/Personaje | Canal     |
| --------- | ----------------- | ------------- | --------- |
| 2007-2017 | Levantate Bolivia | Presentador   | Cadena A  |
| 2007-2017 | Posdata           | Presentador   | Cadena A  |
| 2017-2020 | Posdata           | Presentador   | RTP       |